# Cotte (vêtement)
La cotte est un vêtement pouvant être porté par les hommes comme par les femmes, désignant une sorte de tunique courte portée par-dessus les sous-vêtements ou les vêtements. Par extension, elle donne son nom à deux vêtements militaires : la cotte d'armes, tunique portée par-dessus l'armure, et la cotte de mailles, tunique tricotée en maillons métalliques.
Max Tilke, dans son analyse des coupes de vêtements depuis l'Antiquité, qualifie de cotte un certain nombre de hauts de vêtement depuis l'antiquité assyrienne jusqu'à l'époque carolingienne. Ce sont des hauts servant de tunique, comme la tunica manicata, non cousue pour les premiers exemples, cousue avec manches, taillée dans de la laine ou des étoffes plus riches, pouvant arriver jusqu'aux genoux pour les plus longues.